# Heteragrion consors
Heteragrion consors là loài chuồn chuồn trong họ Megapodagrionidae. Loài này được Hagen in Selys mô tả khoa học đầu tiên năm 1862.